# Musashi Mizushima
Pour les articles homonymes, voir Mizushima.
Musashi Mizushima (水島 武蔵, Mizushima Musashi, né le 10 septembre 1964) est un ancien joueur de football professionnel japonais, reconverti entraîneur.
Il est repéré par le São Paulo FC en 1974, qui le recrute dans son équipe junior l'année suivante, et son parcours a attiré l’attention de TV Asahi, principal diffuseur japonais, qui s'est lancé dans la promotion de Mizushima en le suivant et en diffusant des reportages de son quotidien de joueur. Il parvient, à l'adolescence, à obtenir son premier contrat de sponsoring avec Yashica.
Il est également le joueur qui a inspiré le mangaka Yōichi Takahashi pour le personnage principal du manga Captain Tsubasa, bien que celui-ci cite également Kazuyoshi Miura.

## Biographie

### Carrière de joueur
Mizushima est né à Tokyo le 10 septembre 1964. Près de 8 ans plus tard, il rejoint le club de football de Shizuoka, où sa famille a déménagé en 1972.
En novembre 1974, il rencontre la légende brésilienne Pelé, venu donner des cours de football dans le cadre d'une opération organisée par le São Paulo FC. Ce dernier le repère et suggère à ses parents de l'orienter vers une carrière de footballeur.
Ainsi, en avril 1975, et alors qu'il n'est âgé que de 10 ans, il quitte le Japon, où il n'existe pas de championnat professionnel, et déménage au Brésil, rejoignant l'équipe junior du São Paulo FC. Il intègrera l'équipe première en signant son premier contrat professionnel en 1984, mais sera barré par les quotas de joueurs étrangers, ne jouant que très peu. 
Le São Paulo FC le prêtera alors successivement entre 1985 et 1989 au São Bento, au Portuguesa de Desportos et au Santos FC, ce qui lui permet de poursuivre sa carrière brésilienne.
En 1989, il revient au Japon et signe pour Hitachi (connu aujourd'hui sous le nom de  Kashiwa Reysol). En 1991, il rejoint le club de All Nippon Airways (devenu Yokohama Flügels).
Cependant, accaparé par des blessures, il lui était devenu difficile de disputer des matchs au niveau professionnel, ce qui l'a pousé à prendre sa retraite à la fin de la saison 1992.

### Carrière d'entraîneur
En 2014, Mizushima signe un contrat d'entraîneur avec Fujieda MYFC et dirige l'équipe pendant une saison.
En 2019, il travaille comme entraîneur adjoint de l'équipe nationale de football du Tadjikistan.

## Statistiques en club
| Performance en club | Performance en club     | Performance en club | Championnat | Championnat | Coupe               | Coupe               | Coupe de la Ligue | Coupe de la Ligue | Total        | Total |
| Saison              | Club                    | Ligue               | Matchs      | Buts        | Matchs              | Buts                | applications      | Buts              | applications | Buts  |
| Brésil              | Brésil                  | Brésil              | Ligue       | Ligue       | Coupe               | Coupe               | Coupe de la Ligue | Coupe de la Ligue | Total        | Total |
| ------------------- | ----------------------- | ------------------- | ----------- | ----------- | ------------------- | ------------------- | ----------------- | ----------------- | ------------ | ----- |
| 1984-1985           | São Paulo FC            |                     |             |             |                     |                     |                   |                   |              |       |
| 1985-1987           | São Bento               |                     |             |             |                     |                     |                   |                   |              |       |
| 1987-1988           | Portuguesa de Desportos |                     |             |             |                     |                     |                   |                   |              |       |
| 1988-1989           | Santos FC               |                     |             |             |                     |                     |                   |                   |              |       |
| Total               |                         |                     |             |             |                     |                     |                   |                   |              |       |
| Japon               | Japon                   | Japon               | J. League   | J. League   | Coupe de l'empereur | Coupe de l'empereur | Coupe J.League    | Coupe J.League    | Total        | Total |
| 1989-90             | Hitachi                 | Division JSL 1      | 12          | 0           |                     |                     | 0                 | 0                 | 12           | 0     |
| 1990-91             | Hitachi                 | Division JSL 2      | 7           | 6           |                     |                     | 0                 | 0                 | 7            | 6     |
| 1991-92             | All Nippon Airways      | Division JSL 1      | 3           | 0           | 0                   | 0                   | 0                 | 0                 | 3            | 0     |
| 1992                | Yokohama Flügels        | Ligue J1            | -           | -           | 0                   | 0                   | 1                 | 0                 | 1            | 0     |
| Total               | Total                   | Total               | 22          | 6           | 0                   | 0                   | 1                 | 0                 | 23           | 6     |

## Statistiques d'entraîneur
| Equipe       | De    | A     | Statistiques | Statistiques | Statistiques | Statistiques | Statistiques |
| Equipe       | De    | A     | J            | G            | N            | P            | % victoires  |
| ------------ | ----- | ----- | ------------ | ------------ | ------------ | ------------ | ------------ |
| Fujieda MYFC | 2014  | 2014  | 7            | 9            | 17           | 021.21       |              |
| Total        | Total | Total | 7            | 9            | 17           | 021.21       |              |